# El Pentágono
El Pentágono (en inglés: The Pentagon) es la sede del Departamento de Defensa de los Estados Unidos, ubicado en el condado de Arlington, Virginia, cerca de Washington D. C. El edificio tiene forma de pentágono y en él trabajan aproximadamente 23 000 empleados militares y civiles, y cerca de 3000 miembros de personal de apoyo. Tiene doce pisos, cinco de los cuales incluyen en sí cinco corredores; el resto es desconocido. La construcción del Pentágono comenzó el 11 de septiembre de 1941, poco antes del ingreso de los Estados Unidos a la Segunda Guerra Mundial, y fue inaugurado el 15 de enero de 1943. Fue durante décadas el edificio de oficinas más grande del mundo hasta que en 2023 fue superado por la Bolsa de diamantes de Surat en la India.
El Pentágono posee entre 700 y 800 bases en sesenta y tres países, con una extensión total de 120 191 metros cuadrados. Las estadísticas de 2006 muestran que el Ejército controla la mayor parte de las propiedades del Departamento de Defensa (52 %), seguido de la Fuerza Aérea (33 %), el Cuerpo de Infantería de Marina (8 %) y la Armada (7 %).

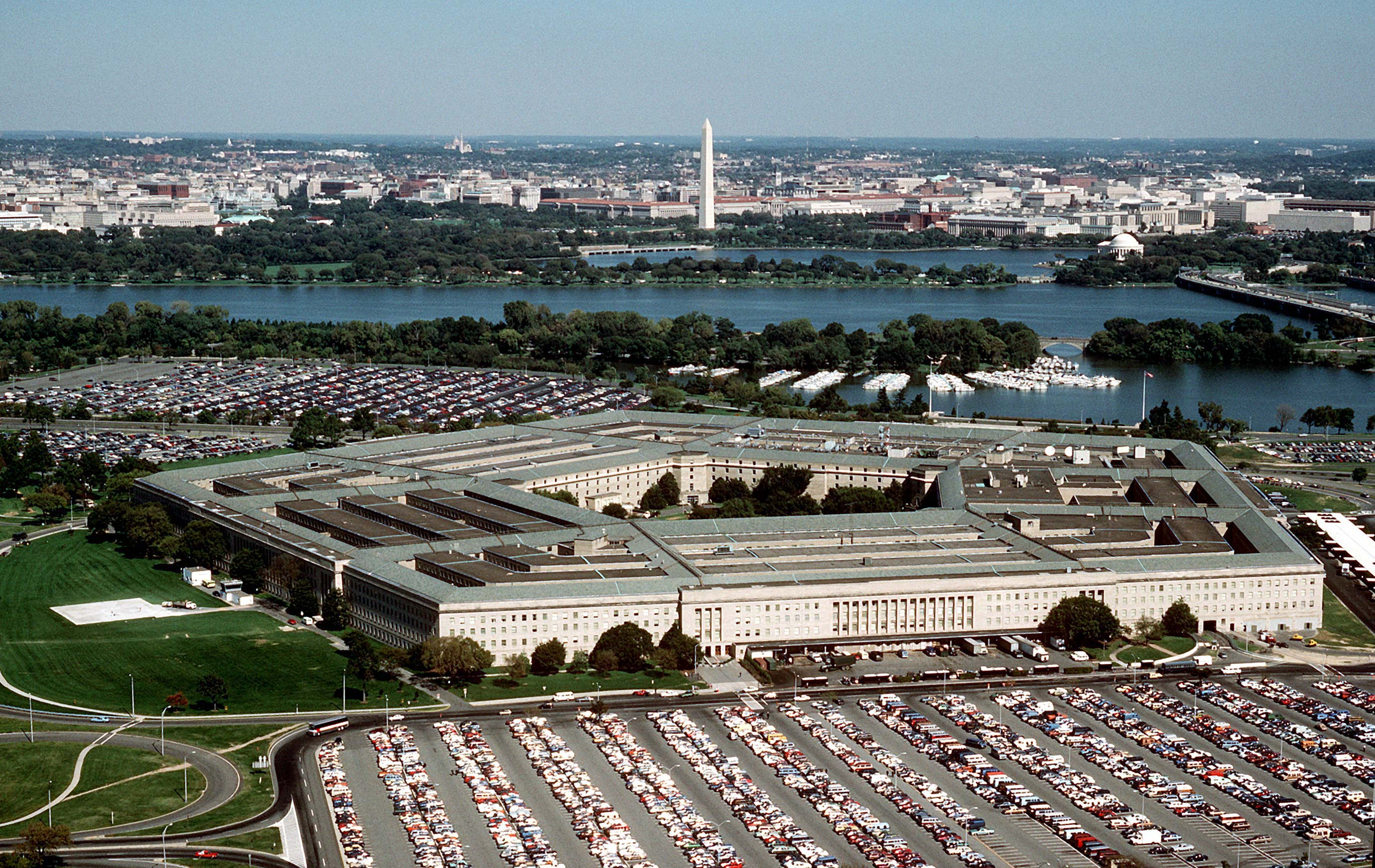
El Pentágono mira al nordeste, con el río Potomac y el Monumento Washington en el fondo.

El Pentágono incluye el doble de baños de los necesarios, debido a que en el momento de la construcción existía una ley que exigía la existencia de un baño para blancos y otro para negros. Posee además, instalaciones para comer y hacer ejercicio, así como salas de meditación y oración. Las visitas para el público fueron suspendidas después de los atentados del 11 de septiembre de 2001.
Los arquitectos y diseñadores pensaron un plan pentagonal único para que el edificio maximizara las extrañas dimensiones del sitio y se ajustara a la extensión de tierra.

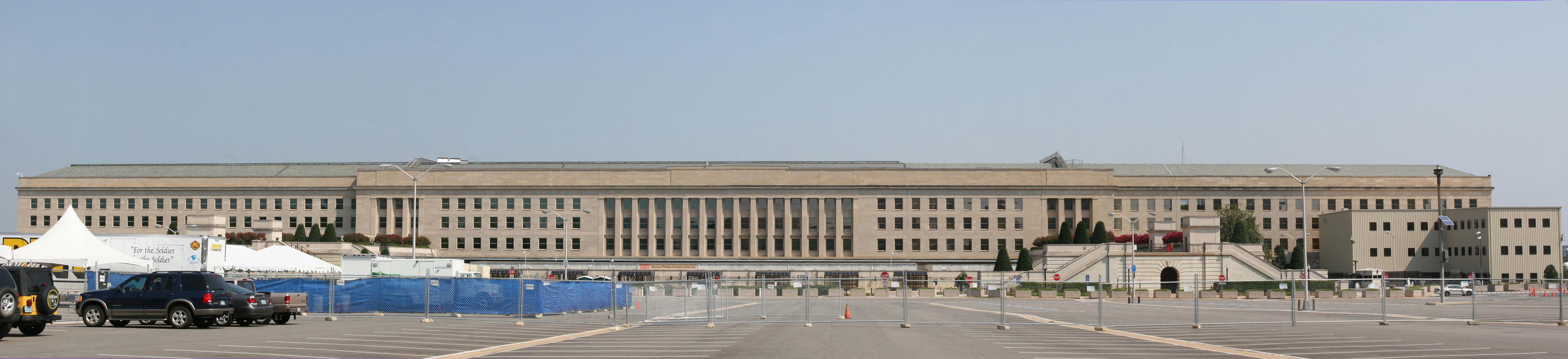
Vista desde el sur.

## Ataques del 11 de septiembre de 2001
El 11 de septiembre de 2001, justo el día en el que se cumplían sesenta años desde el comienzo de su construcción, un equipo de cinco secuestradores de Al Qaeda tomó el control del vuelo 77 de American Airlines, en ruta desde el Aeropuerto Internacional Washington-Dulles hacia Aeropuerto Internacional de Los Ángeles y, deliberadamente, lo estrelló contra el Pentágono a las 09:37 de la mañana, como parte de los ataques del 11 de septiembre. Fallecieron las 64 personas en el avión de pasajeros, así como 125 personas que estaban en el edificio. El impacto del avión dañó gravemente la estructura del edificio y causó su hundimiento parcial. En el momento de los ataques, el Pentágono estaba en renovación y varias oficinas estaban desocupadas, lo que generó menos bajas. A los contratistas que ya colaboraban con la renovación se les dio la tarea adicional de la reconstrucción de las secciones dañadas en los ataques. Este proyecto adicional fue nombrado Proyecto Fénix y fue responsable de la restauración de las oficinas periféricas dañadas por el ataque del 11 de septiembre de 2001. Después del incidente, el personal reinició sus labores a partir del 15 de agosto de 2002.
Cuando se reconstruyó la sección dañada del Pentágono se incluyó un monumento interior y una capilla en el punto de impacto. Para el quinto aniversario de los ataques, 184 haces de luz brillaron desde el patio central del Pentágono, una luz para cada víctima del ataque. Además, una bandera de los Estados Unidos se cuelga cada año en el lado del Pentágono dañado en los ataques y esa parte del edificio está iluminada por la noche con luces azules. Después del 11 de septiembre se elaboraron planes para construir un monumento al aire libre, la construcción se inició en 2006. El Pentagon Memorial, que consiste en un parque de dos acres (8100 m²) con 184 bancos, uno dedicado a cada víctima. Los bancos están situados a lo largo de la línea del vuelo 77 según las edades de las víctimas (de tres a setenta y un años). Se abrió al público el 11 de septiembre de 2008.

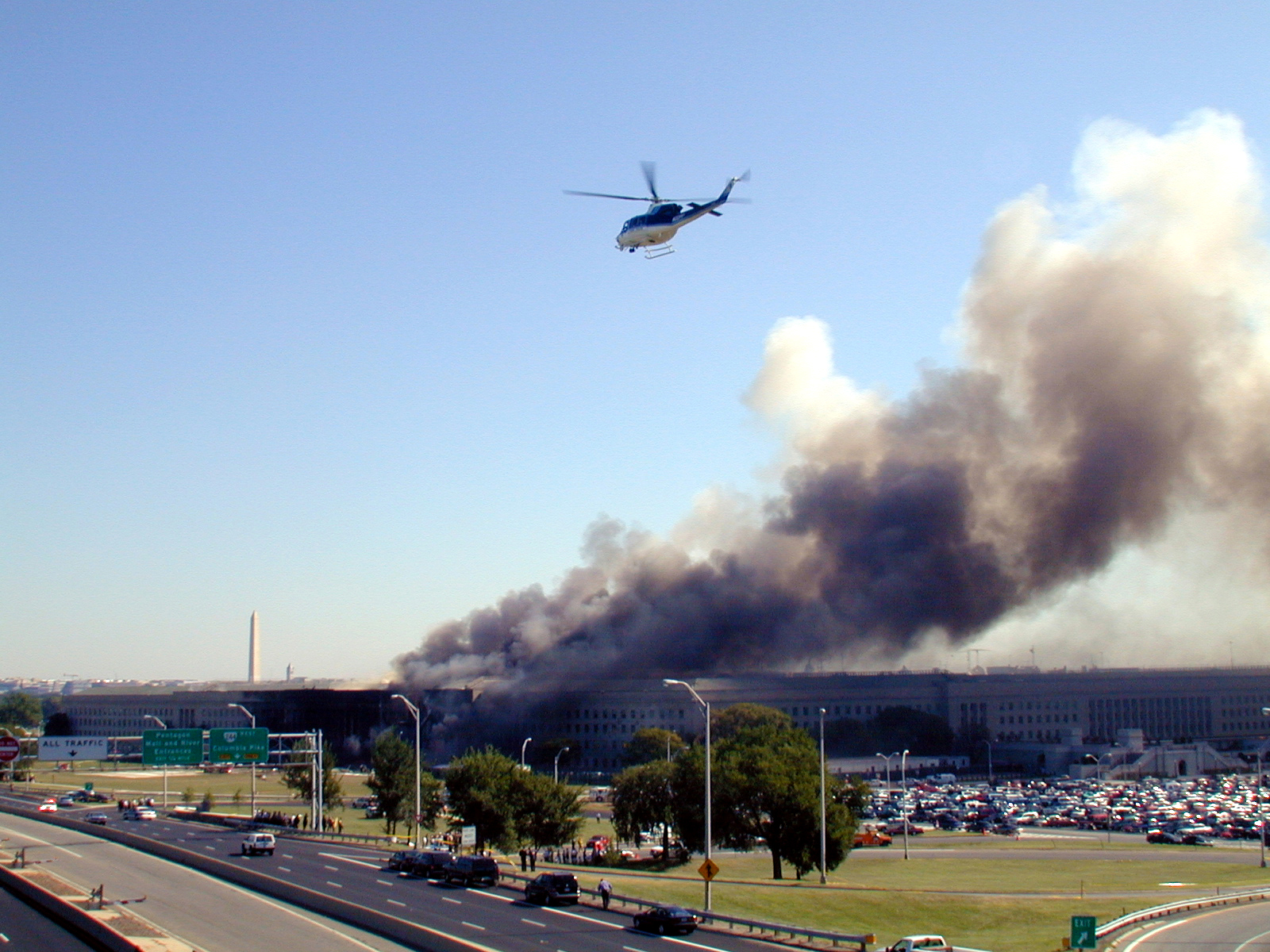
El Pentágono después del impacto del vuelo 77 de American Airlines.
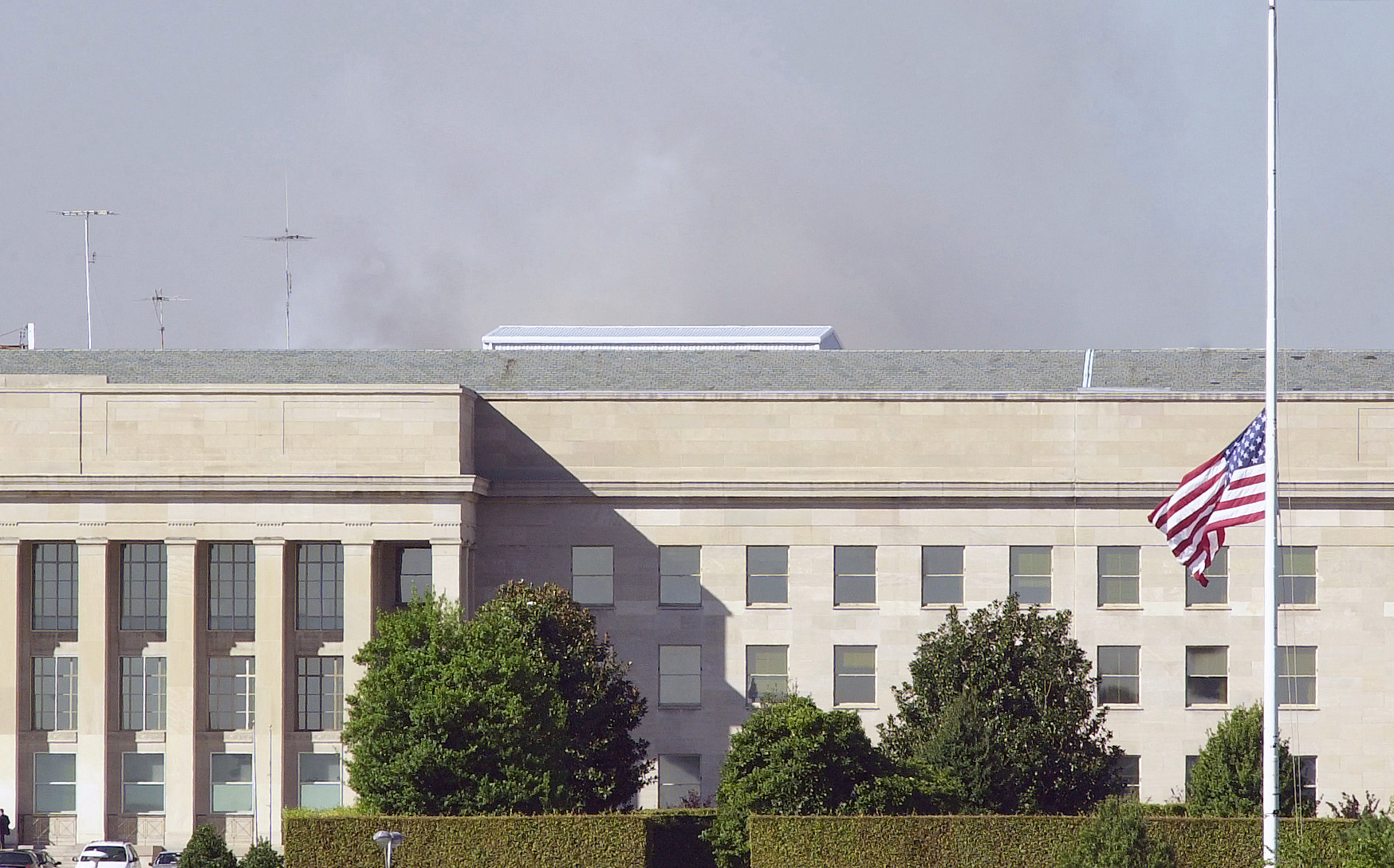
El Pentágono en duelo.
Choque del vuelo 77 de American Airlines.